# Christoph Heinrich Vitzthum von Eckstädt
Christoph Heinrich Graf Vitzthum von Eckstädt († 8. März 1781 in Dresden) war ein kurfürstlich-sächsischer Generalleutnant der Kavallerie.

## Leben
Er entstammte dem alten Thüringer Adelsgeschlecht der Vitzthume und trat in den Dienst des König-Kurfürsten. Er avancierte rasch und stieg im Zweiten Schlesischen Krieg bis zum Generalleutnant der Kavallerie auf.